# Lucy Soutter
Lucy Soutter (* 17. März 1967 in Cirencester) ist eine ehemalige englische Squashspielerin.

## Karriere
Lucy Soutter begann ihre Karriere im Jahr 1985. In diesem Jahr gewann sie die Weltmeisterschaft der Juniorinnen in Dublin, nachdem sie im Finale Sarah Fitz-Gerald besiegt hatte. Sie nahm 1985 auch an der Weltmeisterschaft der Aktiven teil, wo sie mit dem Halbfinaleinzug einen ihrer größten Karriereerfolge im Einzel feierte. Dort unterlag sie der späteren Weltmeisterin Susan Devoy in drei Sätzen. Zwischen 1983 und 1990 nahm sie fünfmal an Weltmeisterschaften im Einzel teil. 1987 stand sie zum einzigen Mal in ihrer Karriere im Finale der British Open, in dem sie Susan Devoy ohne Satzgewinn unterlag. Im August 1987 erreichte sie mit Rang zwei ihre höchste Platzierung in der Weltrangliste.
Mit der englischen Nationalmannschaft wurde sie dreimal Weltmeisterin. 1985 gewann sie die zweite Partie im Finale gegen Neuseeland gegen Robyn Blackwood in drei Sätzen. Beim Titelgewinn 1987 gegen Australien besiegte sie im Finale Sarah Fitz-Gerald ohne Satzverlust. 1990 blieb sie ohne Finaleinsatz. Zudem wurde sie 1986 mit der englischen Mannschaft Europameisterin.
In den Jahren 1983, 1985 und 1989 wurde sie britische Landesmeisterin.

## Erfolge
- Weltmeisterin mit der Mannschaft: 3 Titel (1985, 1987, 1990)
- Europameisterin mit der Mannschaft: 1986
- Britische Meisterin: 3 Titel (1983, 1985, 1989)